# Гьорче Петров
Вижте пояснителната страница за други личности с името Гьорче Петров.
Георги (Гьорче) Петров Николов е български революционер и един от водачите на Вътрешната македоно-одринска революционна организация. Използва псевдоними като Г. Тосков, Вeлзевула, Троячанец, Марко.

## Биография

### Ранни години
Гьорче Петров е роден е на 2 април 1865 година в прилепското село Варош, тогава в Османската империя, днес квартал на град Прилеп в Северна Македония, в семейството на Петре, родом от Трояци. Получава начално образование в килийното училище в родното си село и в град Прилеп, където се учи при Никола Ганчев Еничерев. След неуспешния му опит да постъпи в Софийската мъжка гимназия като стипендиант, връща се в Македония и работи като бакалин в Прилеп. По предложение на Димитър Ризов, продължава образованието си в класното училище в Битоля, а след това отново в Прилеп, където и Екзархията открива класно училище. После Гьорче учи в Солунската българска мъжка гимназия. Поради неговите дописки, които публикува във вестник „Балкан“, където критикува управлението на гимназията, изключен е от училището и заедно с няколко свои другари се отправя към Пловдив, за да продължи образованието си там. По това време политическото положение в Източна Румелия е сложно.
Местни дейци създават през февруари 1885 година таен революционнен комитет за борба за освобождение на Македония с председател Захари Стоянов, в който се включва и Петров. Малко преди да се извърши Съединението между Княжество България и Източна Румелия, поради заболяване Петров се завръща в Прилеп. Както почти всички видни участници в освободителната борба и той започва работа като учител, назначен от Екзархията в новооткритото четирикласно училище в Щип. От Пловдив идва с пълномощно подписано от Захари Стоянов и Димитър Ризов за основаване на революционни комитети в Македония и така устройва комитет в Щип, но по-сериозна дейност не сe развива. В българското училище в Щип работи от 1885 до 1887 година, след това е коректор в печатницата на Коне Самарджиев в Солун, учител в Скопското българско педагогическо училище (1888/1889, 1891), Битолската българска прогимназия (1888 – 1895) и Солунската българска мъжка гимназия „Св. св. Кирил и Методий“ (1895 – 1897).
След Сръбско-българската война от 1885 година Петров вижда как Сърбия засилва пропагандата си. Стремейки да ѝ противодействува, той става събирач на географски и етнографски материали от Скопско и Битолско. Събраните сведения за областта са предадени на българското Министерство на войната. През 1896 година Гьорче Петров издава „Материали по изучаванието на Македония“, географско съчинение, в което описва по-важните планини, реки и пътища в Македония, както и голяма част от различните райони на областта и тяхното население. Ползва се с голямо доверие от страна на Рачо Петров, военен министър на България в периода 1894 – 1896 година, който предлага стипендия на Гьорче Петров да следва картография в Западна Европа, но той отказва. Двамата подпомагат развитието на Българските освободителни братства.
Симеон Радев, ученик на Петров в Битолската българска прогимназия, пише:
| „ | Гьорче Петров ни беше преподавател по география, по български и по френски език. Той бе несъмнено между всички свои колеги най-силната личност... Не беше добър преподавател. Френски сам не знаеше много и в българския език не бе можал да се отърве от прилепското си наречие. Блед, дори жълтеникав, със студено лице и с очи, които като че ли проникваха в душите ни, и с някаква загадъчност, която вееше от него, ние не го обичахме. Но уроците му по география ни привличаха. От тях ние добихме една идея за пределите на българското отечество. Той изтъкваше пред нас, и в тия моменти като че ли се разгорещяваше, неделимостта на Македония от българската цялост. В 1916 година го видях в Битоля. Той се радваше, както всички нас, които вярвахме тогава, че България е обединена. Гьорче Петров беше председател на Постоянната комисия в Битолския окръг, пост, несъмнено важен, но който не отговаряше нито на неговата амбиция – и ще добавя, – нито на неговите способности. | “ |

### Във ВМОРО
След основаването на Вътрешната македоно-одринска революционна организация през есента на 1893 година, Петров се включва в дейността й през следващата година. Той проявява голяма активност в работата по набиране на нови членове в Битоля и особено в околните села, които като училищен инспектор обикаля безпрепятствено. В Битоля Петров се заема със списването на вестник „На оръжие“. През 1896 година се присъединява към ЦК на ВМОРО и взема участие в състоялия се през същата година Солунски конгрес. През 1897 година предприема пътуване до Бесарабия, където прави неуспешен опит да събере пари от тамошните българи за македоно-одринското революционно движение, а в Букурещ заедно с Борис Сарафов провеждат нови срещи с местната българска емиграция.
От 1897 до 1901 година Гьорче Петров е член на Задграничното представителство на ВМОРО в София, където от 1898 до 1899 издава вестник „Бунтовник“.
През август 1898 година посещава Цариград, където се среща с Екзарх Йосиф I. След срещата отношенията между двете институции се нормализират и става обичайна практика Вътрешната организация да представя списъци на учители в началото на учебната година, които се приемат от Екзархията.
През лятото на 1900 година предприема обиколка в Южна България и посещава македоно-одринските дружества в Станимака, Чепеларе, Широка лъка, Хвойна, Орехово, Павелско.
При съвместната дейност на Задграничното представителство с Върховния комитет това става причина между двете организации да се поведе ненужна полемика. Конфликтът се усложнява още повече през 1901 година, вследствие на което Петров се принуждава на два пъти да напусне София. През есента на 1902 година той отново се завръща в столицата, за да вземе участие в разискванията по въпроса за предстоящото въстание. В петчасова реч Петров почти убеждава по-голямата част от сърбалите се революционери да приемат тактиката на „перманентно въстание“ като най-подходяща за съществуващите условия. 
През януари 1903 година категорично се обявява против решението на Солунския конгрес за въстание.
По време на Илинденснко-Преображенското въстание през лятото на 1903 година с голяма чета минава през Кюстендилския пункт, пресича Вардара и води редица сражения в Прилепско.
След погрома на въстанието по-голяма част от революционните дейци намират убежище отново в България. Малцина от водачите, между които е и Гьорче Петров остават дълго време сред населението в Македония и се опитват да повдигнат духа му. През май 1904 година взима участие в Прилепския конгрес на Битолския революционен окръг.
Междувременно сред дейците на националноосвободителното движение настъпват разногласия по редица основни въпроси, вследствие на които се оформят две течения във ВМОРО – левица и десница. На общия Рилски конгрес на ВМОРО, състоял се през октомври 1905 година, левите сили, под ръководството на Яне Сандански се оказват по-организирани и налагат своите схващания в преработените нови документи (устав и правилник) на ВМОРО. За успеха им е несъмнена заслугата на Петров, който проявява отново добрите си ораторски качества. Така на Петров отново е гласувано доверие и той е избран отново за задграничен представител заедно с Димитър Стефанов и Петър Попарсов. Враждебното отношение с дейците от десницата, както и възникналите разногласия между членовете на Задграничното представителство го отслабват. На общия Кюстендилски конгрес на ВМОРО през март 1908 година десницата засилва позициите си, като избира ново ръководство и изключва от организацията представителите на левицата, заради смъртните присъди над Иван Гарванов, Борис Сарафов и Михаил Даев.
До 1905 година Гьорче участва в работата над почти всички програмни документи на ВМОРО и ВМОК – Устава и Правилника на Българските македоно-одрински революционни комитети от 1897 г. (заедно с Гоце Делчев); Правилника за четите на БМОРК (1896 – 1899 г.) (заедно с офицера Димитър Венедиков); Устава и Правилниците на Тайната македоно-одринска революционна организация от 1902 г. (отново заедно с Гоце Делчев); Правилника за деловодството и сметководството на Македоно-одринската организация (т.е. на ВМОК) в България от 1902 г. (заедно с офицерите Тома Давидов и Владислав Ковачев); сътрудничи при уточняването на статутите и програмните документи на ВМОК; проектоправилника на ТМОРО през 1904 г.; Устава и Правилниците на ВМОРО на Рилския конгрес от 1905 – 1906 г.

### Политическа активност
След Младотурската революция в Солун Петров издава заедно с Антон Страшимиров списание „Културно единство“, в което публикува материали с идеи как да се неутрализира ширещата се сръбска пропаганда в областта Поречие. По време на Балканската война, Гьорче Петров е редови доброволец в Нестроевата рота на 5-а одринска дружина на Македоно-одринското опълчение. По-късно е назначенза началник на културния отдел на местната българска управа в Сяр.
По време на Първата световна война Петров изпълнява длъжността председател на постоянната окръжна комисия в Битоля, а впоследствие е назначен за кмет на Драма. Членува във Временното представителство на бившата ВМОРО, като настоява преди възстановяването на ВМРО да се свика конгрес и да се предостави пълен отчет за свършеното през годините. Той обаче се противопоставя на желанието на Димо Хаджидимов да превърне създадената нова организация в групировка с прокомунистическа ориентация. Разногласията между двамата дейци, наред с други допълнителни фактори, разстройват работата на Временното представителство и през есента на 1919 г., организацията се саморазпуска. 
В своя брошура нарича Македонските бежанци в свободните Български земи „цвят на българщината“ в намиращите се под сръбска и гръцка окупация части от Македония.
След идване на власт на самостоятелното земеделско правителство на Александър Стамболийски, Петров поема ръководството на Бюрото за настаняване на бежанците към МВнР. На практика обаче земеделските водачи му поверяват като основна задача да неутрализира възстановената ВМРО, която създава напрежение в отношенията със Сърбохърватското Кралство във връзка с подновените си акции във Вардарска Македония. Така Гьорче Петров се противопоставя на ръководената от Тодор Александров ВМРО, от която е обвинен, че подкрепя водената от правителството на БЗНС съглашателска политика и е осъден на смърт. Убит е на 28 юни 1921 година в София по нареждане на ЦК на ВМРО. Изпълнител на присъдата е млад турчин, който няма представа кого трябва да застреля. Той е екзекутиран наскоро след убийството, а организацията официално не поема отговорност за действието си. Убийството на Гьорче Петров усложнява отношенията между ВМРО и земеделското правителство и предизвиква сериозни разногласия в самото македонско движение. С убийството на Петров започва периодът на кървави борби за лидерство във Вътрешната македонска революционна организация между двете световни войни. Негов личен архивен фонд се съхранява в Държавна агенция „Архиви“.
Спомените му са публикувани (1927) от Любомир Милетич в книга VIII от поредицата „Материали за историята на македонското освободително движение“.

## Памет
На Гьорче Петров е наречена улица в София (Карта).